# Phytalmia cervicornis
Phytalmia cervicornis är en tvåvingeart som beskrevs av Gerstaecker 1860. Phytalmia cervicornis ingår i släktet Phytalmia och familjen borrflugor. Inga underarter finns listade i Catalogue of Life.